# Serrasentis chauhani
Serrasentis chauhani is een soort in de taxonomische indeling van de Acanthocephala (haakwormen). De worm wordt meestal 1 tot 2 cm lang. Ze komen algemeen voor in het maag-darmstelsel van ongewervelden, vissen, amfibieën, vogels en zoogdieren.
De haakworm komt uit het geslacht Serrasentis en behoort tot de familie Rhadinorhynchidae. Serrasentis chauhani werd in 1954 beschreven door Datta.